# Glorietta Restivo
Suor Glorietta Restivo (Giuliana, XVI secolo – Giuliana, marzo 1561) è stata una religiosa italiana appartenente all'Ordine delle Clarisse e morta in fama di santità.

## Biografia
Suor Glorietta Restivo visse nel Cinquecento a Giuliana, piccolo centro dell'entroterra siciliano. Attratta dall'esperienza dei frati minori riformati, che sotto la guida del beato fra Simone Napoli da Calascibetta vivevano nel convento di Sant'Anna di Giuliana, decise di farsi suora come terziaria francescana prendendo i voti nel momento in cui, afflitta da una grave malattia, stava per morire. Dopo una guarigione ritenuta miracolosa, nel 1553 ottenne da don Girolamo De Valentinis, vicario generale della diocesi di Agrigento, il permesso di fondare un monastero sotto la regola di santa Chiara con titolo di santa Maria della Grazia ma comunemente detto di san Giuliano annesso all'omonimo ospedale e di tale monastero fu abbadessa sino alla morte avvenuta in fama di santità nel 1561.
Suor Glorietta venne seppellita nella chiesa di san Giuliano e il 20 agosto 1630 il suo corpo fu rinvenuto integro; nel 1734 i suoi resti mortali furono trasportati nel monastero benedettino di san Nicolò, per ordine di mons. Lorenzo Gioeni, vescovo di Girgenti, con una partecipazione straordinaria degli abitanti di Giuliana e dei paesi limitrofi. Infatti il monastero di san Giuliano era stato abolito e le clarisse si erano unite alle monache benedettine di san Nicolò nel 1609 dopo essere passate per il monastero di san Rocco per volere del vescovo di Girgenti, Vincenzo Bonincontro. Dell'antico monastero di san Giuliano "esistente extra moenia ad oriente di Giuliana nei pressi dell'omonimo quartiere" non rimane più traccia.
Secondo una tradizione orale, nella prima metà dell’Ottocento, essendosi perduta la memoria del luogo in cui giacevano le sue spoglie, la badessa del monastero di San Nicolò, dopo una veglia di preghiera con le altre monache, chiese alla defunta suor Glorietta di indicare, per spirito di obbedienza, il luogo in cui era sepolta. Obbediente anche dopo la morte, ella diede il segno richiesto. Al tocco del pastorale della badessa, un pezzo di muro della chiesa crollò, mostrandone la tomba.
Il corpo di suor Glorietta Restivo, da subito chiamata "serva di Dio", ora riposa nel santuario della Madonna dell’Udienza di Giuliana dove è stato traslato nel 1995 per volere dell'arciprete parroco don Mariano Giaccone, con il permesso dell'arcivescovo di Monreale, mons. Salvatore Cassisa. Le sue spoglie sono collocate di fronte a quelle del beato Simone Napoli da Calascibetta.